# 451
451 (CDLI) je bilo navadno leto, ki se je po julijanskem koledarju začelo na ponedeljek.

## Dogodki
- bitka na Katalunskih poljih

## Smrti
- Teodorik I., vizigotski kralj (* ni znano)